# Spadek swobodny
Spadek swobodny – ruch odbywający się wyłącznie pod wpływem ciężaru (siły grawitacji), bez oporów ośrodka.
Przykłady:
- ruch planet wokół Słońca, ruch Księżyca wokół Ziemi;
- ruch statku kosmicznego z wyłączonym napędem;
- spadek masywnego ciała w pobliżu powierzchni Ziemi z niewielkiej wysokości (wówczas prędkość spadku jest niewielka i siły oporu powietrza są zaniedbywalnie małe).

Przyjmuje się, że spadek rozpoczyna się od spoczynku, w odróżnieniu od ruchu w polu grawitacyjnym z prędkością początkową zwanego rzutem.
Przykładem tego typu zagadnień są szkolne zadania dotyczące rzutu ukośnego, pionowego lub poziomego.
Pojęcie spadku swobodnego odgrywa istotną rolę w ogólnej teorii względności. Jeden z jej podstawowych postulatów głosi bowiem, że krzywa w czasoprzestrzeni opisująca ruch będący spadkiem swobodnym jest czasopodobną krzywą geodezyjną.

## Spadek swobodny w pobliżu powierzchni Ziemi
Jeżeli spadek ma miejsce z małej wysokości w pobliżu powierzchni Ziemi i dotyczy ciała o stosunkowo dużej gęstości i aerodynamicznym kształcie (np. kuli), wówczas ruch takiego ciała można z dobrym przybliżeniem traktować jak ruch jednostajnie przyspieszony z przyspieszeniem ziemskim g bez prędkości początkowej. Ruch ten opisuje kinematyczne równanie ruchu w postaci:
{\displaystyle h(t)=h_{0}-{\frac {gt^{2}}{2}},}
gdzie
- {\displaystyle h(t)} – wysokość, na jakiej znajduje się ciało po czasie {\displaystyle t}
- {\displaystyle h_{0}} – wysokość z jakiej spada ciało
- {\displaystyle t} – czas spadania

Wzór ten zapisany jest w układzie odniesienia, który stanowi oś skierowana pionowo w górę o początku na powierzchni Ziemi.

## Spadek swobodny w ogólnej teorii względności
W ogólnej teorii względności obiekt spadający swobodnie nie podlega działaniu żadnych sił porusza się wzdłuż linii geodezyjnej. Jeżeli ciało jest daleko od dużych mas, to czasoprzestrzeń jest płaska i ciało spadające swobodnie porusza się po linii prostej – co jest zgodne z  mechaniką Newtona. Mechanika Newtona nie opisuje zaś ruchu w przestrzeni zakrzywionej.